# Maerzfeld
Maerzfeld es una banda alemana formada en el año 2004, considerada parte del movimiento Neue Deutsche Härte. En el 2005 los integrantes del grupo formaron un proyecto paralelo de banda tributo a Rammstein, llamado Stahlzeit.

## Historia
La banda fue fundada en 2004. En los ensayos, se decidió, debido a la similitud de la voz de Helfried «Heli» Reißenweber con la de Till Lindemann, cantante de Rammstein, actuar bajo el nombre de Stahlzeit como una banda tributo, en lugar de producir su propia música. Como tal, la banda obtuvo gran éxito.
De todas maneras, los integrantes decidieron mantener su banda original con el nombre de Maerzfeld en paralelo al proyecto de Stahlzeit, publicando en 2011  su primer sencillo con tres canciones titulado Exil. En noviembre del mismo año llegaría el álbum debut Tief. 
En 2012, la banda firmó un contrato con Südpolrecords, gracias al cual relanzaron su primer disco y organizarían una gira por el sur de Alemania. 
Hacia 2013, Maerzfeld se presentaría como show de apoyo de bandas como Stahlmann, Eisbrecher e In Extremo. Durante ese mismo año comenzaron las grabaciones de un nuevo álbum, el cual llegaría en enero de 2014 con el nombre de Fremdkörper. 
La banda acompañaría nuevamente a Eisbrecher como parte de la promoción de su álbum Schock en 2015. Presentando el nuevo sencillo Es Bricht.
La publicación de su tercer álbum, de nombre tentativo Nackt, prevista para el otoño de 2015 y que incluso ya tenía su portada confirmada, fue postergado "debido a una reestructuración interna" de la banda. Lo mismo sucedió en 2016, esta vez debido a dificultades financieras de la banda. Sin embargo, para septiembre de 2017 se anunció finalmente su lanzamiento, así como su nueva portada y título, que ahora sería Ungleich.
Poco después lanzarían un videoclip para la canción «Meine Lügen kannst du glauben», dirigido por Mark Feuerstake, conocido por su trabajo con la banda Heldmaschine.
El álbum finalmente vería la luz el día 13 de octubre del mismo año.
En 2019 y tras una extensa gira, la banda anuncia un nuevo trabajo de estudio, Zorn, cuarto disco de la banda lanzado en octubre del mismo año.

## Estilo de música
En el álbum de debut, “Tief”, la banda musicalmente está orientada fuertemente por Rammstein; ya en su segundo disco “Fremdkörper” las influencias siguen presentes, pero menos prominente.
Las letras de las canciones, todas son escritas por el cantante Helfried que a menudo se inspiran en experiencias, acontecimientos mundiales e historias.

## Integrantes

### Miembros actuales
- Helfried "Heli" Reißenweber - voz
- Jochen Windisch - guitarra  (desde 2020)
- Mike Sitzmann - guitarra (desde 2013)
- Korbinian Stocker - bajo (desde 2018)
- Michael Frischbier - batería (desde 2013)

### Miembros anteriores
- Thilo Weber - teclados, sintetizador, acordeón (hasta 2015, †2017)
- Roland Hagen - guitarra (hasta 2013)
- Matthias Sitzmann - guitarra (hasta 2020)
- Samir Elflein - bajo (hasta 2013)
- Thomas Buchberger-Voigt - batería (hasta 2013)

## Discografía

### Álbumes
- Tief (Red Point Music 2011, Südpolrecords 2012)
- Fremdkörper (Südpolrecords 2014)
- Ungleich (Südpolrecords 2017)
- Zorn (Südpolrecords 2019)

### Sencillos
- Exil (Red Point Music 2011)
- Hübschlerin (Autogestionado; Digital 2012)
- Es bricht (Red Point Music 2015)
- Schwarzer Schnee (Autogestionado; Digital 2019)
- Zorn (Autogestionado; Digital 2019)
- Die Sünde lebt (Autogestionado 2019)

### Videografía
- Hübschlerin (2012)
- Fremdkörper (2013)
- Meine Lügen kannst du glauben (2017)
- Schwarzer Schnee (2019)
- Zorn (2019)